# David Guetta
Pierre David Guetta (ur. 7 listopada 1967 w Paryżu) – francuski DJ i producent muzyczny pochodzenia belgijsko-marokańsko-żydowskiego, tworzący muzykę głównie w gatunkach dance i wszelkich odmianach house.
Uchodzi za jednego z najpopularniejszych i utytułowanych DJ-ów na świecie i jednego z pierwszych DJ-ów, którzy weszli na scenę muzyki elektronicznej (EDM). Nazywany jest „dziadkiem EDM”.

## Wczesne lata
Jego matka jest Belgijką, a ojciec jest marokańskim Żydem. W wieku 14 lat zaczął miksować swoje pierwsze winyle, a pracę DJ-a rozpoczął w wieku 17 lat.

## Kariera
W latach 1988–1990 pracował dla francuskiego Radia Nova. Na początku lat 90. był DJ-em w gejowskim klubie „Boy” w Paryżu. Był współzałożycielem wytwórni Gum Records. W 2001 wydał pierwszy album studyjny pt. Just a Little More Love, następnie w 2004 ukazała się płyta pt. Guetta Blaster, a w 2007 – album pt. Pop Life. Wystąpił w reklamie preparatu do układania włosów firmy L’Oréal. Jego singel „Love Don’t Let Me Go (Walking Away)” pojawił się w reklamie samochodu Citroen C4, a piosenka „Money” stała się tłem w zwiastunie pasma programów na kanale Discovery. W 2008 został wybrany przez DJ Awards „najlepszym DJ–em roku 2008”.

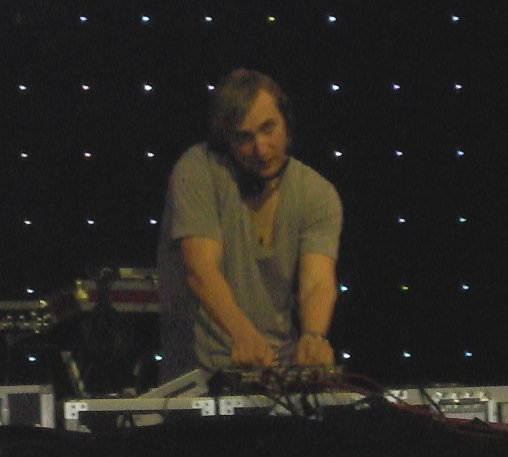
Guetta podczas występu na festiwalu Coachella w Kalifornii (2007)

W 2009 wydał album pt. One Love, na którym pojawiły się gwiazdy muzyki R&B, takie jak Kelly Rowland (w utworach „When Love Takes Over”, „It's the Way You Love Me” oraz „Choose”), Akon („Sexy Bitch”), will.i.am („On the Dancefloor” i „I Wanna Go Crazy”) czy Estelle („One Love”). W kwietniu 2009 zaczął prowadzić autorską audycję na stacji radia internetowego RauteMusik, która w Polsce była emitowana przez Radio Eska. 2 grudnia otrzymał pięć nominacji do Nagrody Grammy. Był dwukrotnie nominowany za współpracę przy singlu „I Gotta Feeling” zespołu Black Eyed Peas. Również album Guetty pt. One Love był nominowany w kategorii „Best Electronic / Dance Album”, a pochodząca z płyty piosenka „When Love Takes Over” zdobyła dwie nominacje – „Best Dance Recording” i „Best Remixed Recording”.
W 2010 nagrał teledyski do „Commander”, „Memories” i „Gettin’ Over You” oraz utwory „Acapella” i „Club Can’t Handle Me”, który znalazły się na ścieżce dźwiękowej do filmu Step Up 3-D. Ponadto wyprodukował piosenkę dla Kelis „Scream”, a w 2011 ukazała się piosenka również wyprodukowana przez Guettę dla Leony Lewis. 29 listopada wydał reedycję poprzedniego albumu pt. One More Love, którą promował singlem „Who’s That Chick?, nagranym z Rihanną. W sierpniu 2011 wydał dwupłytowy album pt. Nothing but the Beat, nad którym pracował m.in. z Flo Ridą, Nicki Minaj, Usherem, Taio Cruzem, Ludacrisem oraz Aviciim. 20 października został uznany „najpopularniejszym DJ-em na świecie” według magazynu „DJ Mag”, natomiast w 2012 uplasował się na 4. miejscu tegoż rankingu. 17 września 2011 w paryskim Grand Rex Theater odbyła się premiera filmu dokumentalnego Nothing But The Beat, będącego opowieścią o historii muzyki klubowej i niełatwej drodze na szczyt światowego przemysłu muzycznego. Głównym bohaterem produkcji był Guetta, ponadto w materiale pojawiają się artyści, z którymi pracował oraz jego ówczesna żona, Cathy.

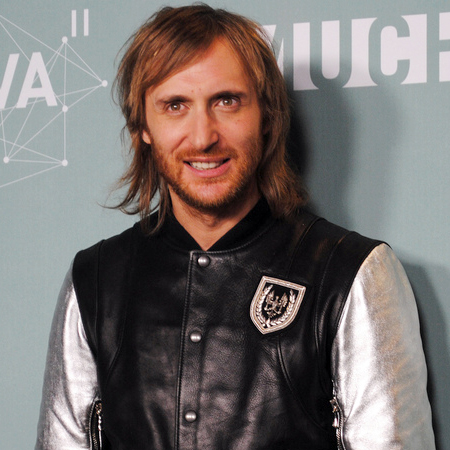
Guetta na ceremonii MuchMusic Video Awards 2011

W listopadzie 2012 wyprodukował piosenki „Phresh Out the Runway” oraz „Right Now” dla Rihanny, które ukazały się na jej siódmym albumie studyjnym pt. Unapologetic. Ponadto w 2013 został gościem specjalnym trasy koncertowej Diamonds World Tour. W lutym 2013 wziął udział w akcji charytatywnej Organizacji Narodów Zjednoczonych na rzecz zwalczania głodu w Afryce, biorąc udział w realizacji teledysku do piosenki „Without You (Sahel Hunger Crisis)”, będącej nową wersją singla „Without You” z jego albumu Nothing but the Beat. 1 czerwca 2013 opublikował teledysk do utworu „Every Chance We Get We Run”, nagranego we współpracy z Alesso oraz zespołem Tegan and Sara. Powstały materiał przygotował Michael Blank w ramach konkursu na oficjalny teledysk do tej piosenki.
20 stycznia 2014 wydał singiel „Shot Me Down”, w którym gościnnie wystąpiła Skylar Grey. Utwór powstał w oparciu o sample piosenki Cher „Bang Bang (My Baby Shot Me Down)”. 17 marca wydał singiel „Bad”, zrealizowany we współpracy z duetem Showtek i Vassy. W 2014 wydał jeszcze dwa single – „Lovers on the Sun” (współprodukowany przez Aviciiego) oraz „Dangerous”; w obu utworach zaśpiewał Sam Martin.
Jesienią 2015 UEFA ogłosiła, że muzyk będzie twórcą hymnu i oprawy muzycznej Mistrzostw Europy w Piłce Nożnej „Euro 2016” organizowanych we Francji. Hymnem turnieju został singiel „This One's for You”, nagrany z gościnnym udziałem Zary Larsson.
Jego największym hitem w 2022 roku była piosenka I'm good (Blue) nagrana w duecie z Bebe Rexhą.

### Koncerty w Polsce
W Polsce występował sześć razy: 6 października 2007 na Sensation White we Wrocławiu, 7 czerwca 2008 na Global Gathering w Poznaniu, 28 lipca 2012 i 24 lipca 2022 na Sunrise Festival w Kołobrzegu, 15 czerwca 2014 roku na Orange Warsaw Festival w Warszawie i 27 stycznia 2018 w Tauron Arena Kraków.

## Życie prywatne

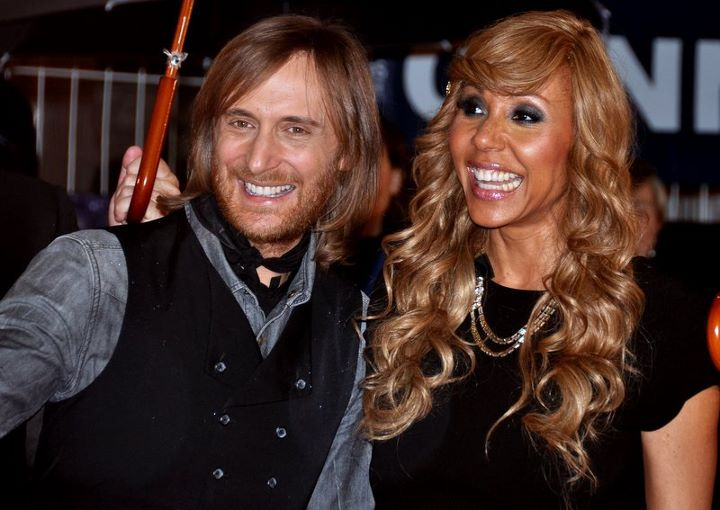
David i Cathy Guetta podczas NRJ Music Awards 2012

Był mężem Cathy Guetty, z którą ma dwoje dzieci, Tima Elvisa oraz Angie. 29 sierpnia 2012, w 20. rocznicę ślubu, Guetta wraz z małżonką odnowili przysięgę małżeńską. Ceremonia odbyła się na jachcie zacumowanym na Ibizie. W 2014 rozwiedli się.

## Dyskografia
Albumy studyjne
- Just a Little More Love (2002)
- Guetta Blaster (2004)
- Pop Life (2007)
- One Love (2009)
- Nothing but the Beat (2011)
- Nothing but the Beat 2.0  (2012)
- Listen (2014)
- 7 (2018)

Box sety
- Guetta Blaster / Pop Life (2009)